# Боннський договір
Боннський договір («Загальний договір») — підписаний 26 травня 1952 договір між США, Великою Британією, Францією з одного боку та ФРН — з іншого. Декларував формальне припинення дії Окупаційного статуту та скасування окупаційного режиму щодо ФРН, надання їй суверенітету у внутрішніх та зовнішніх справах. 
Водночас США, Велика Британія та Франція зберігали за собою особливі права та обов’язки щодо статусу Берліна та питань можливого возз’єднання Німеччини, а також право розміщувати на території ФРН свої війська, які могли б бути введені на її територію ФРН, навіть, без її згоди в разі нападу або виникнення загрози нападу на неї. 
Задля гарантування безпеки своїх збройних сил на території Федеративної Республіки США, Велика Британія та Франція залишали за собою право «протидіяти серйозним зазіханням на громадську безпеку і прядок». 
Одночасно з Боннським договором було укладено ще кілька спеціалізованих угод, які регулювали правовий статус іноземних збройних сил на  території ФРН, а також деякі фінансові питання. Боннський договір із змінами та доповненнями увійшов до Паризьких угод 1954, за якими ФРН було включено до складу НАТО. Згідно з «17-м законом про доповнення Основного закону ФРН» від 27 червня 1968 США, Велика Британія та Франція формально втратили визначені в Боннському договорі «надзвичайні права» щодо Федеративної Республіки.